# Kap-Vogelnatter
Die Kap-Vogelnatter (Thelotornis capensis), auch als Savannen-Vogelnatter bezeichnet, ist eine Art der Nattern (Colubridae) und zählt zur Gattung der Lianennattern (Thelotornis). Erstmals beschrieben wurde sie 1849 von dem britischen Zoologen Andrew Smith.

## Merkmale
Die Kap-Vogelnatter weist einen sehr schlanken Körperbau mit auffälliger Tarnzeichnung und langgezogenem Kopf auf. Sie erreicht eine Gesamtlänge zwischen 60 und 130 cm, wobei kein Geschlechtsunterschied in der Körperlänge besteht. Ihre Augen besitzen waagerecht geschlitzte Pupillen, mit denen sie stereoskopisch sehen kann. Diese für Schlangen besonderen Anpassungen, die vermutlich für die Jagd in dünnem Astwerk entwickelt wurden, haben sonst nur Schlangen der Gattungen Ahaetulla in Asien sowie Oxybelis und Uromacer in Mittel- und Südamerika entwickelt, mit denen die Kap-Vogelnatter allerdings nicht näher verwandt ist.
Der Kiefer weist gefurchte, hinten stehende Giftzähne (sogenannte opistoglyphe Bezahnung) auf, was die Spezies als Trugnatter kennzeichnet. Die Zunge ist orange und zeigt schwarze Spitzen. Bei der Nominatform Thelotornis capensis capensis sind Scutum rostrale und Scutum nasale (Nasalschild) von oben kaum sichtbar. Es sind zumeist zwei Zügelschilde (Lorealia), ein Präocularschild, drei Postocularschilder, ein oder zwei Temporalschilder, zumeist acht Supralabialschilder (Scutum supralabiale) sowie in der Regel 19 Reihen von Rückenschuppen vorhanden. Männchen weisen 144 bis 160 Bauchschuppen (Scutum ventrale) und 133 bis 155 Subcaudalschilder (Scutum subcaudale), Weibchen 148 bis 162 Bauchschuppen und 127 bis 147 Subcaudalschilder auf. Bei Thelotornis capensis oatesi sind 150 bis 177 Bauchschuppen vorhanden. Männchen zeigen 132 bis 173, Weibchen 126 bis 168 Subcaudalschilder. Das Scutum anale (Analschild) ist geteilt.

## Lebensweise

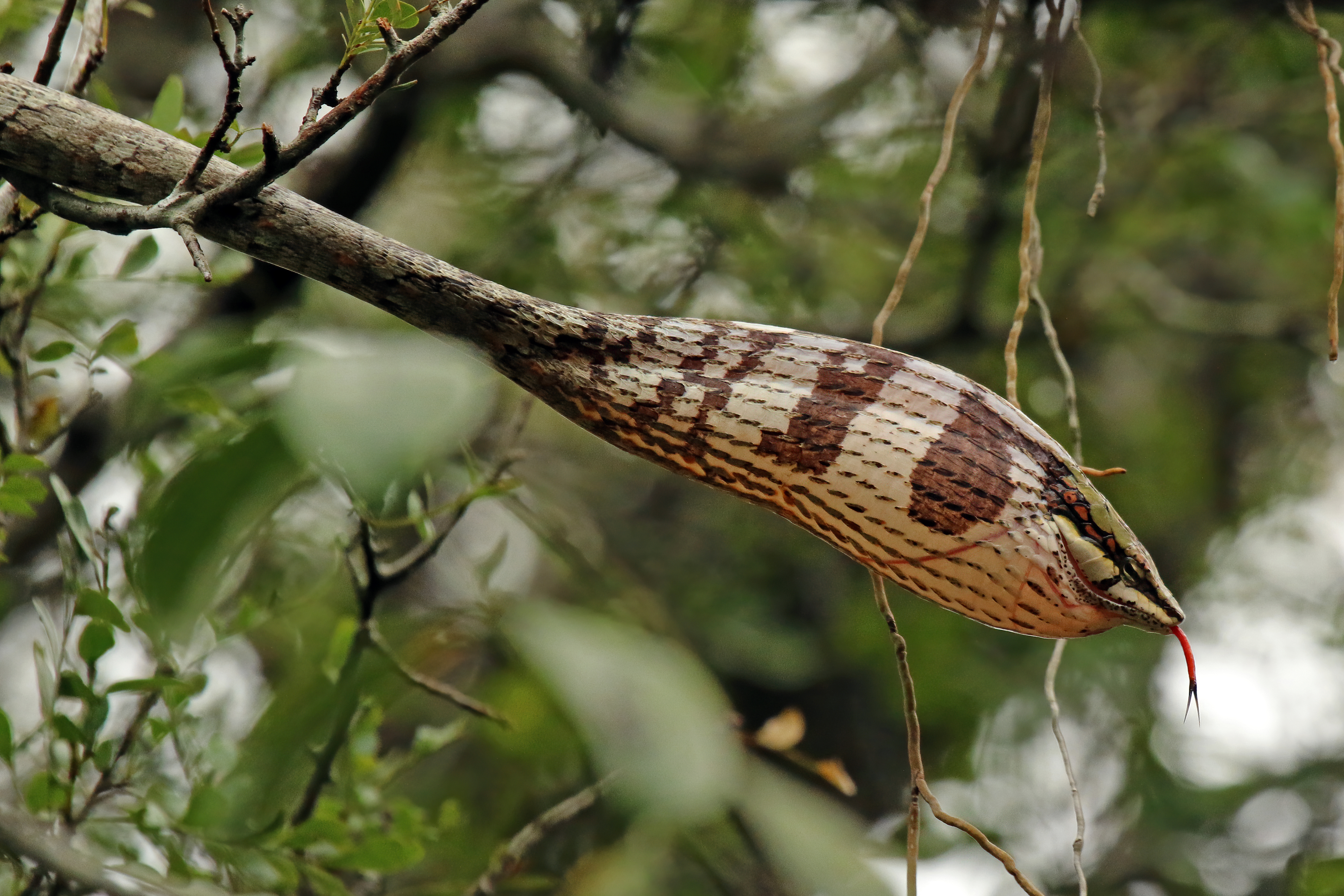
Thelotornis capensis capensis mit aufgeblähter Kehle

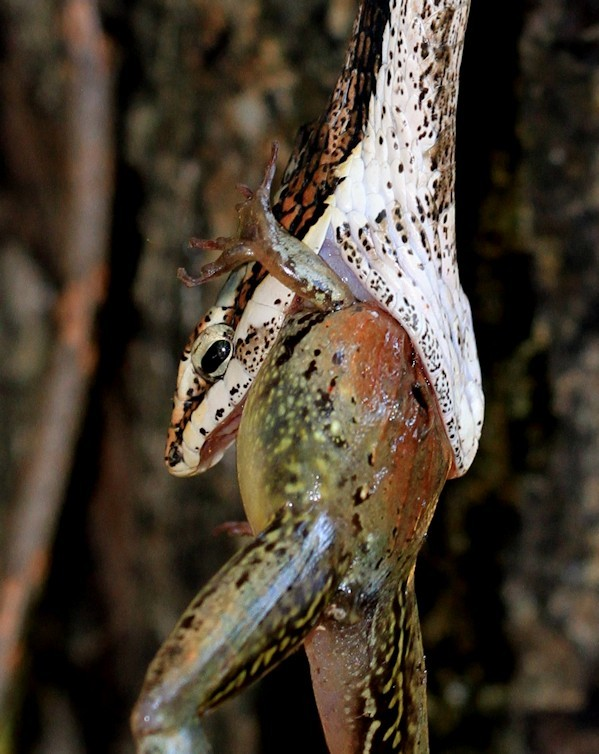
Thelotornis capensis capensis mit erbeutetem Froschlurch

Die Art ist tagaktiv und führt eine in Bäumen kletternde Lebensweise. Bei Gefahr bläst sie ihre Kehle auf, wobei die sonst verdeckte Halszeichnung der Zwischenschuppenhaut sichtbar wird. In dieser Haltung wird zudem der Kopf abgeflacht.
Die Art pflanzt sich durch Oviparie, also eierlegend, fort. Die Eier sind schmal und länglich geformt. Das Gelege umfasst 4 bis 13 Eier.
Zum Beutespektrum von Thelotornis capensis zählen vor allem Echsen wie Chamäleons, aber auch andere Schlangen, kleine Säugetiere, Vögel und Froschlurche. Sie nähert sich ihrer Beute langsam wippend und mit bewegungslos ausgestreckter Zunge, welche als Lockmittel für Echsen dient. Obwohl sie sehr gut auf die Jagd in Bäumen angepasst ist, fängt sie auch am Boden Beute.

## Toxikologie
Thelotornis capensis produziert ein hämotoxisch und hämorrhagisch wirksames Schlangengift, das auch verschiedene Effekte auf die Hämostase (Blutgerinnung) aufweist. Infolge eines Giftbisses kann es zu inneren Blutungen und Nierenversagen kommen. Schwere Verläufe einer Vergiftung durch diese Art sind selten, dennoch sind mehrere Todesfälle bekannt, beispielsweise der des Herpetologen Robert Mertens. Die koagulativen Enzyme bewirken eine Aktivierung von Prothrombin (wobei dieses in Thrombin überführt wird) und des Stuart-Prower-Faktors (Faktor X). Zudem wird eine schwache Beschleunigung der Fibrinolyse beschrieben. Das Antivenin gegen das Gift der Boomslang (Dispholidus typus) konnte gegenüber dem Toxin der Kap-Vogelnatter keine Wirksamkeit vorweisen. Die Behandlung erfolgt symptomatisch.

## Vorkommen
Das Verbreitungsgebiet reicht im Osten Afrikas vom Süden Somalias südwärts bis in den Norden von Namibia und Südafrika. Es werden Dickichte, lichte Baumbestände und tote Bäume in den Savannen, Küstengebieten und an Waldrändern besiedelt. Die Populationen sind stabil, die Art ist nicht bedroht und vielerorts häufig anzutreffen.

## Systematik
Es werden die folgenden drei Unterarten beschrieben:
- Thelotornis capensis capensis (Smith, 1849)
- Thelotornis capensis oatesi (Günther, 1881)
- Thelotornis capensis schilsi Derleyn, 1978

Thelotornis capensis mossambicanus, die vierte in der Literatur zu findende Unterart, wird inzwischen als eigene Art Thelotornis mossambicanus geführt.